# Professional Golfers' Association of America
Professional Golfers' Association of America, PGA of America grundades 1916 med samma mål och inriktning som PGA i Storbritannien, nämligen att tillgodo se klubbprofessionals och professionella golfspelares intressen. Organisationen har sitt huvudkontor i Palm Beach Gardens i Florida och är en av världens största idrottsorganisationer med över 27000 medlemmar.
Efter inre stridigheter 1968 då proffsspelarna kände sig åsidosatta av de ledande inom organisationen så splittrades den och spelarna bildade PGA Tour. Organisationen är idag huvudorgan för instruktörer och tränare. Huvudorganisationen för golf i USA är United States Golf Association.
Organisationen arrangerar 40 tävlingar för sina professionella medlemmar varje år, bland annat tävlingar som drar till sig proffsspelarna:
- Ryder Cup (i samarbete med PGA European Tour)
- PGA Championship
- Senior PGA Championship
- PGA Grand Slam of Golf

PGA Grand Slam of Golf är en tävling för vinnarna i de fyra majortävlingarna:
- The Masters
- The Open Championship
- US Open
- PGA Championship